# 惘闻
惘闻（英语：Wang Wen）是一支中国后摇滚乐队，1999年成立于中国大连。最早由谢玉岗等人发起，并担任吉他手和主唱。目前乐队成员包括谢玉岗、耿鑫、徐增铮、张岩峰、周连江和黄凯。

## 简介

### 乐队名称
乐队初成立时，时任鼓手赵丹由词语“置若罔闻”衍生出乐队名称“惘闻”。关于英文名，其早期专辑《二十八天失眠日记》封面上为“Unknown Band”。而后续几张专辑《0.7》、《八匹马》、《岁月鸿沟》封面上均标识为“Wang Wen”。

### 艺人介绍
中国器乐摇滚领军乐队。乐队目前由吉他手谢玉岗、吉他手耿鑫、贝斯手徐增铮、鼓手周连江、键盘手张岩峰和号手黄凯组成。1999年成军于中国的海滨城市大连，成军20余年的惘闻，至今发行过12张录音室专辑，1张电影原声专辑，1张与瑞典后摇乐团Pg.Lost共同发行的Split专辑。

### 音乐风格
后摇滚，器乐摇滚

## 作品
- 1999年：《动物世界》
- 2000年：《凌水河》
- 2002年：《晦涩的阴阳之路》
- 2003年：《二十八天失眠日记》
- 2005年：《6 Tales for 50 People》
- 2005年：《Re:Re:Re:》
- 2007年：《7 Objects in Another Infinite Space》
- 2007年：《0306》
- 2008年：《IV》
- 2010年：《L&R》
- 2012年：《0.7》
- 2012年：《Split》（与瑞典Pg.Lost乐队合作发行的黑胶唱片）
- 2014年：《八匹马》
- 2016年：《岁月鸿沟》
- 2017年：《奇迹寻踪》（电影《奇迹寻踪》OST）
- 2018年：《看不见的城市》
- 2019年：《无穹》
- 2020年：《十万个为什么》
- 2022年：《辛丑｜壬寅》